# Wormdal
Het Wormdal (Duits: Wurmtal) is een dal in het grensgebied van de Duitse deelstaat Noordrijn-Westfalen en de Nederlandse provincie Limburg. Het dal vormt het stroomgebied van de rivier de Worm.

## Geografie
Het dal heeft een lengte van ongeveer dertig kilometer. Het strekt zich uit van de stad Aken in het zuiden tot even voorbij Randerath in het noorden waar het dal uitkomt op het dal van de Roer. Het dal vormt tussen Bleijerheide in de gemeente Kerkrade en Rimburg in de gemeente Landgraaf de grens tussen Nederland en Duitsland. In het westen wordt het dal onder andere begrensd door het Plateau van Kerkrade, het Plateau van Nieuwenhagen en de Geilenkirchener Lehmplatte. Op het dal komen verschillende dalen uit, waaronder de Anstelvallei en dal van de Broich Bach.
In het dal liggen enkele spoorlijnen, waaronder een deel van de spoorlijn Aken - Kassel, laatste 2 kilometer van de spoorlijn Sittard - Herzogenrath en ongeveer 2 kilometer van de spoorlijn Lindern - Heinsberg.

## Plaatsen in het dal
In het dal liggen de plaatsen (van zuid naar noord):
- Aken
- Herzogenrath
- Haanrade
- Broekhuizen
- Rimburg
- Rimburg
- Palenberg
- Zweibrüggen
- Geilenkirchen
- Süggerath
- Müllendorf
- Kogenbroich
- Würm
- Leiffarth
- Flahstraß
- Nirm
- Honsdorf
- Randerath
- Himmerich
- Horst

## Wormstudie
Naar aanleiding van een plotselinge dood in 2008 van een 43-jarige vrouw, is in december 2024 een onderzoek gestart door het Maastricht UMC+ en Universiteit Maastricht naar een genetische afwijking die in en rond het Wormdal voorkomt. De gemeenschappelijke voorouder zou in de 16e eeuw geleefd hebben, waarvan mogelijk honderden nakomelingen in deze tijd drager zijn van het zogenaamde Wormgen, dat kan leiden tot een verhoogde kans op plotseling overlijden door een hartstilstand.